# Національний парк Джім-Корбетт
Національний парк Джім-Корбетт — найстаріший національний парк в Індії, названий на ім'я мисливця і пізніше захисника природи Джіма Корбетта, що зіграв ключову роль у створені парку. Парк отримав статус національного в 1936 році під назвою Національний парк Хейлі. Він розташований в окрузі Найнітал штату Уттаракханд та служить одною з природоохоронних територій, де зберігається популяція бенгальського тигра, що знаходиться під критичною загрозою, збереження цього виду є головною метою індійської природоохоронної ініціативи Проєкт Тигр.
У парку представлені досить різноманітні типи рельєфу, зокрема пагорби, заболочені низовини, річки, долини та велике озеро. Висоти варіюють від 400 до 1200 м над рівнем моря. Узимку ночі тут холодні, але дні завжди теплі. Погода переважно сонячна, за винятком періоду дощів, що триває з червня по вересень.
Парк належить до екологічного регіону Тераї, що простягнувся уздовж підніжжя Гімалаїв. Щільні вологі тропічні ліси парку переважно складаються з таких порід як сал, галдина, фікус священний і манго, вони вкривають близько 73 % площі парку. Ще 10 % площі приходиться на луки. У парку мешкає близько 110 видів дерев і 378 видів інших рослин, 50 видів ссавців, 580 видів птахів, 25 видів плазунів.
Джім-Корбетт завжди привертав велику кількість екотуристів та любителів дикої природи. Але наявність великого числа туристів робить важкою проблемою підтримку балансу його екосистеми. Зараз туристична активність дозволена лише на певних ділянках, що дає можливість відвідувачам побачити красу парку, але мінімально загрожує місцевій флорі та фауні. Останніми роками число відвідувачів продовжує зростати, за оцінками зараз воно досягає 70 тис. чоловік на рік, як з Індії, так і з інших країн світу.